# Alfheim stadion

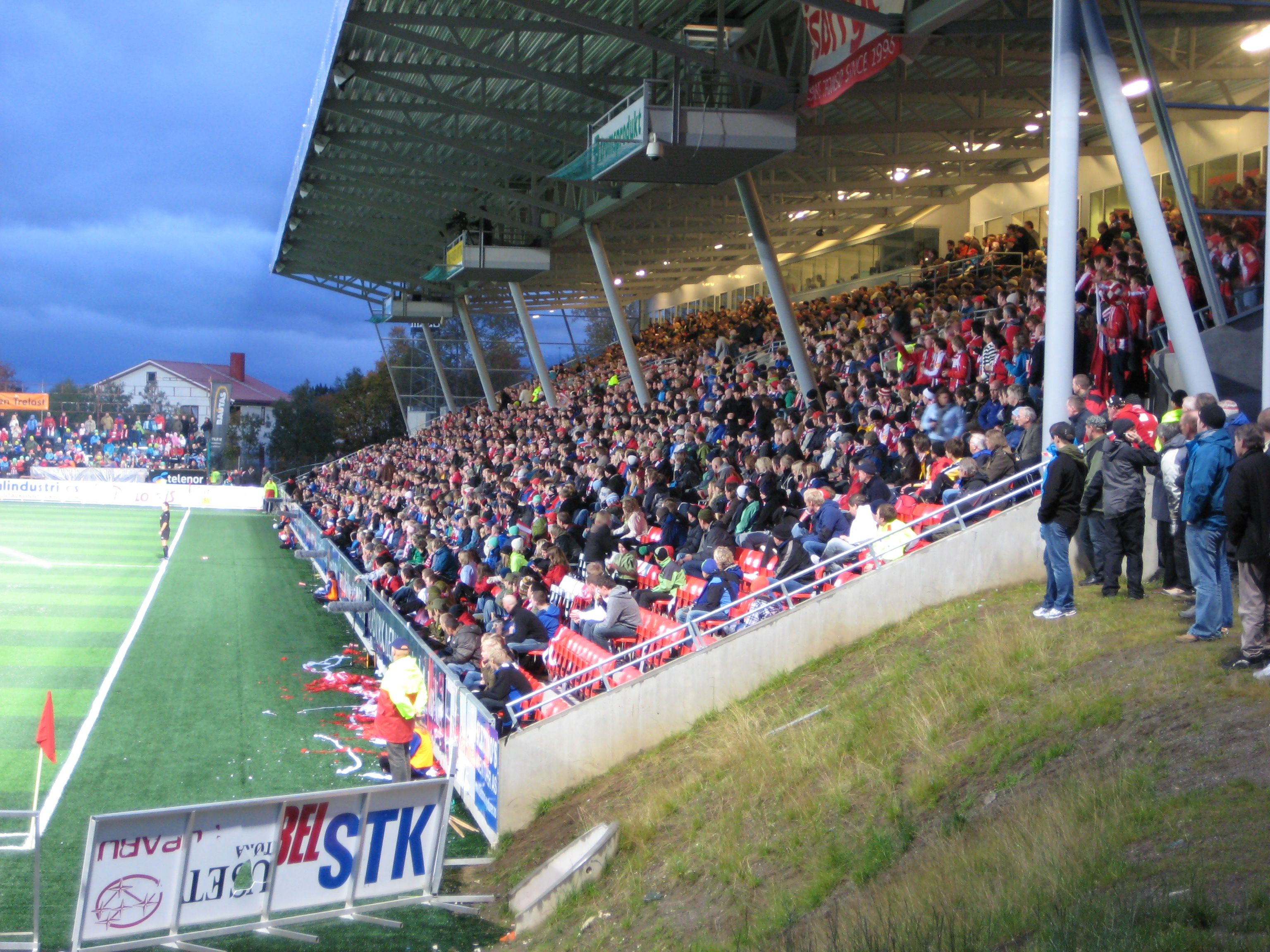
Alfheim Stadion, västra läktaren

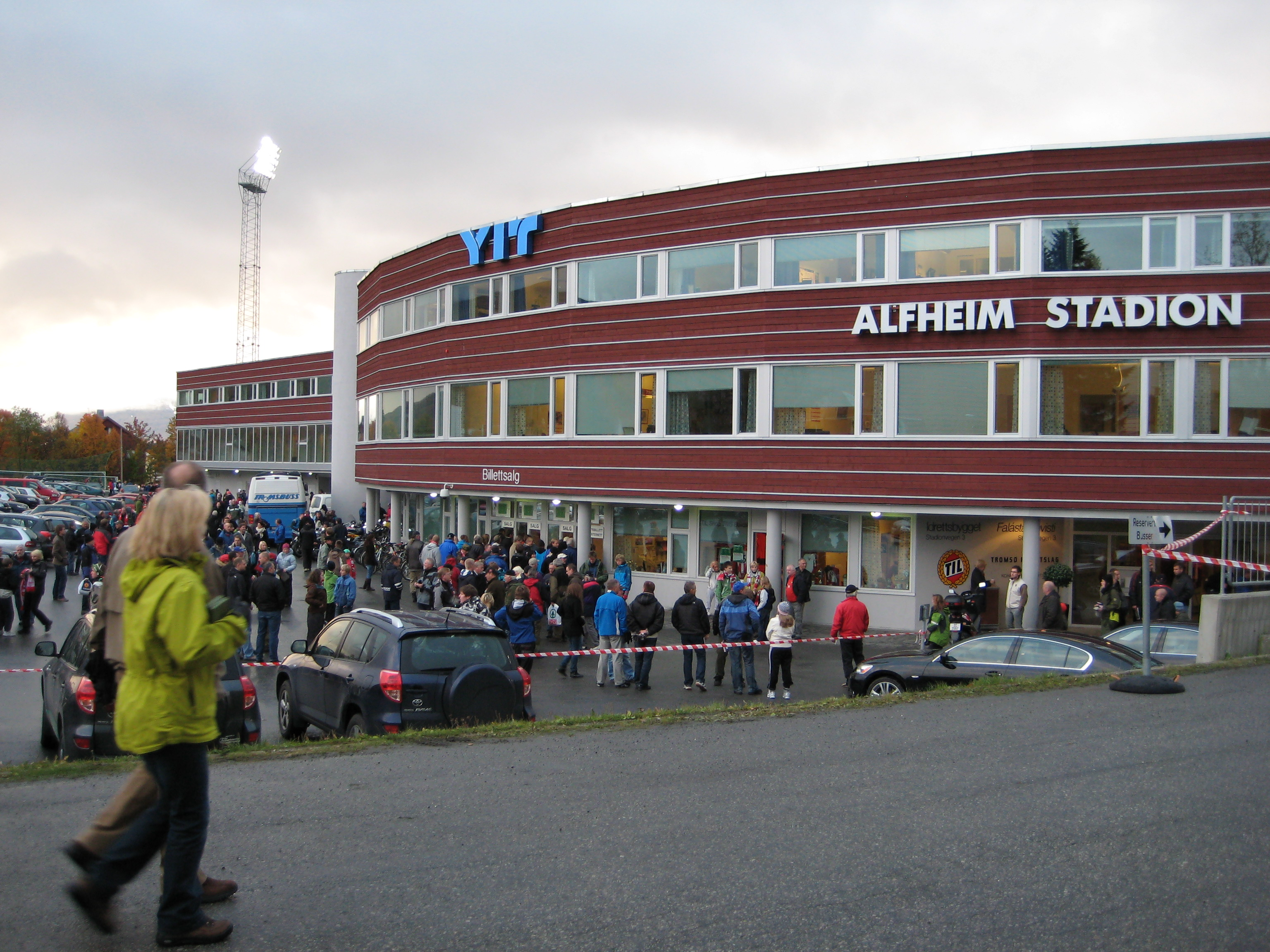
Alfheim stadion

Alfheim stadion är en fotbollsanläggning i Tromsø, Norge, beläget centralt på Tromsøya. Bygget påbörjades 1985 och anläggningen stod klar 1987. Publikkapaciteten är 6 859 åskådare men publikrekordet är på 10 225 åskådare från en match mellan Tromsø IL och Rosenborg BK 1990. Den är hemmaarena för den norska elitserieklubben Tromsø IL i fotboll. Planen är sedan mitten av 2006 täckt med konstgräs. Banan har också undervärme, og storleken är 105*68 meter.  Alfheim stadion har uppgraderats kraftigt i början av 2000-talet och de två huvudläktarna innehåller bland annat klubbhus, mötes- och konferenslokaler.